# District de Gopalganj (Bihar)
Ne doit pas être confondu avec District de Gopalganj (Bangladesh).
Pour les articles homonymes, voir Gopalganj.
Le district de Gopalganj est un district de l'état du Bihar, en Inde.

## Géographie
Au recensement de 2011, sa population compte 2 558 037 habitants.
Son chef-lieu est la ville de Gopalganj. 